# Alonso Xuárez
Alonso Xuárez de la Fuente, también transmitido como Suárez y Juárez, (Fuensalida, 14 de abril de 1640 - Cuenca, 26 de junio de 1696) fue un Maestro de capilla español del periodo Barroco.

## Vida
La ambigüedad historiográfica sobre la naturaleza de este destacado policoralista se mantuvo hasta el año 2011 en que el profesor José Luis De la Fuente Charfolé consiguió localizar su acta de nacimiento en la parroquia de San Juan Bautista de la localidad de Fuensalida, actualmente en la provincia de Toledo.

En la parroquial de Fuensalida en veintiocho de abril de mil y seisçientos y cuarenta años yo el licenciado Alonso del Caño y Robles, cura propio de la dicha villa bauticé a Alonso, hijo de Juan Bautista y de Ana de la Fuente, su mujer, el cual nació a catorce de abril de este año, fueron sus padrinos el licenciado Francisco Díaz Romo, y comadre mayor doña Maria Romo y Aguilar, su hija, y se les advirtió el parentesco espiritual que contraían con este bautizado y con sus padres, y lo firmé, Juan Ximenez.

Su familia procedía de Santorcaz, no lejos de Madrid, y Alonso tuvo dos hermanos, Juan Bautista y Águeda Xuárez de la Fuente, ambos también nacidos en Fuensalida. Juan tuvo dos hijas, Águeda Xuárez y Sicilia Xuárez, siendo la primera monja jerónima en Guadalajara. Loaysa menciona a Águeda Xuárez como hermana del maestro, pero es sobrina, hija del hermano.
Su formación musical fue en la capilla de música de la Catedral de Toledo como mozo del coro bajo la tutela del maestro Tomás Miciezes. Allí permaneció hasta 1662, momento en que acompaña a Miciezes, que abandona el cargo para dirigirse a la Corte, donde ocuparía el magisterio de las Descalzas Reales.
El primer cargo de Xuárez fue el magisterio de la Catedral de Cuenca, que inició el 3 de septiembre de 1664, que había quedado vacante tras despedirse el maestro José de Alcalá, que había partido a Teruel. El cabildo estuvo muy satisfecho con el compositor y le aumentó el salario en diversas ocasiones, de hecho, una palabra del maestro resultaba en el despido de cualquier músico que no fuese suficiente. Fue el primer rector del Colegio de San José, donde estudiaban los cantorcicos, que se inauguró durante su magisterio con gran boato y una dotación de 2000 ducados anuales.
En 1675 abandonó Cuenca para tomar posesión del magisterio de la Sevilla el 29 de abril. Allí comenzó una época de gran producción musical, convirtiéndose en uno de los músicos más característicos de la escuela castellana del Barroco. Allí trabó una estrecha amistad con Juan de Loaysa, el bibliotecario de la Biblioteca Colombina. El bibliotecario no le duelen prenda las loas a la música y el ingenio del maestro, al que alaba sobre todo su calidad humana.
Una enfermedad del riñón le llevó a dejar Sevilla, «con gran repugnancia suya por el amor que había cobrado a Sevilla», buscando un clima más favorable. Llegaría a su nuevo cargo en 3 de marzo de 1684 con su madre, con una importante mejora de las condiciones económicas. Entre sus alumnos destacan los hermanos Diego y Sebastián Durón, a quienes ayudó de forma activa a lograr determinados puestos: el de maestro de capilla de la Catedral de Las Palmas al primero, y el de organista de la Catedral de Sevilla al segundo.
Xuárez fallecía el 26 de junio de 1696 en Cuenca, cargado de deudas, tras una larga enfermedad y problemas familiares, que llevaron a su hermano a ingresar en prisión. Juan de Loaysa financió su lápida, hoy desaparecida, que se encontraba en la nave de los racioneros de la Catedral:

D. O. M.
AQUÍ YACE D. ALONSO XUÁREZ
RACIONERO Y MAESTRO DE CAPILLA
DE ESTA S. IGLESIA
Y RECTOR DEL COLLEGIO DE SR. S. JOSEPH
DE INFANTES DE CORO
FALLECIÓ A 26 DE JUNIO DE M.DC. XCVI
R. I. P.
A SU MEMORIA SU MAS AMIGO D. JUAN DE LOAYSA
CANONIGO DE LA S. IG.ª DE SEVILLA.

## Obra
Su producción se encuentra repartida entre las catedrales de Cuenca y Sevilla; también han sido localizadas obras sueltas en las catedrales de Astorga, Burgos, Cádiz, Las Palmas, Salamanca, Santiago de Compostela, Segovia, Valladolid; la Colegiata de Santa María en Talavera de la Reina, la Colegial de Jerez, el Real Colegio del Corpus Christi de Valencia, la Biblioteca Estatal de Baviera de Múnich y el Centro Nacional de Investigación, Documentación e Información Musical en México.
Entre 2013 y 2020 el musicólogo José Luis De la Fuente Charfolé publicó las obras de Xuárez en una serie de volúmenes editadas por la Editorial Alpuerto:
- Música Policoral de la catedral de Cuenca I. Motetes al Señor y los Santos de Alonso Xuárez (1640-1696)[5]
- Música Policoral de la catedral de Cuenca II. Motetes de Cuaresma y Adviento de Alonso Xuárez (1640-1696)[6]
- Música Policoral de la catedral de Cuenca III. Motetes a Santa María de Alonso Xuárez (1640-1696)[7]
- Música Policoral de la catedral de Cuenca IV. Obras exequiales de Alonso Xuárez (1640-1696)[8]
- Música Policoral de la catedral de Cuenca V. Misas, motetes a San Julián y Secuencias de Alonso Xuárez (1640-1696)[9]
- Música Policoral de la catedral de Cuenca VI. Salmos y Magnitficat de Alonso Xuárez (1640-1696)[10]
- Música Policoral de la catedral de Cuenca VII. Lamentaciones, Misereres, Villancicos de Alonso Xuárez (1640-1696)[11]

Algunas de las composiciones de Xuárez han sido grabadas por la formación de música antigua Amystis en el CD Alonso Xuárez. Sacred Music. La grabación ha obtenido el premio Carles Santos de la Música Valenciana al mejor disco de música antigua.